# António Manuel Palma Ramalho
António Manuel Palma Ramalho (Lisboa, Campo Grande, 20 de Agosto de 1960) é um jurista e gestor português.

## Biografia
Nasceu às 18 horas e 30 minutos no Campo Grande, em Lisboa, filho de Jaime da Silva Pinto Ramalho, natural de Évora, São Pedro, e de sua mulher Joana Teresa Borges Palma, natural de Coimbra, Santa Clara,  neto paterno de Manuel Ramalho e de sua mulher Apolónia Rodrigues Pinto e neto materno de Inácio Palma da Silva e de sua mulher Maria da Conceição Borges.
É licenciado em Direito (1983) pela Faculdade de Direito da Universidade Católica Portuguesa, tendo iniciado o seu percurso profissional no mercado de capitais em 1985. Entre 1993 e 2003 foi Administrador de diversas instituições financeiras (Banco Pinto & Sotto Mayor, Banco Totta & Açores e Crédito Predial Português, entre outras).
Em Janeiro de 2004 foi chamado para a RAVE, para ocupar o cargo de director financeiro, tendo sido convidado em Setembro do mesmo ano pelo Ministro das Obras Públicas, Transportes e Comunicações António Mexia para exercer o cargo de Presidente do Conselho de Administração CP. Desempenhou o cargo de Presidente da CP - Comboios de Portugal, EP entre 2004 e 2006.
O seu mandato à frente da CP ficou marcado por um clima de forte contestação social dentro da empresa, com trabalhadores e sindicatos do sector a criticar fortemente diversas decisões do Presidente. Outro marco foi a apresentação do polémico (e para alguns especialistas e quadros da empresa irrealista, já que assentava em pressupostos cujo cumprimento não dependia da CP) programa Líder 2010, com o qual António Ramalho pretendia, entre outras coisas, transformar a CP na melhor operadora ferroviária da Península Ibérica até 2010. O seu mandato também ficou marcado por alterações nos horários que resultaram com que os comboios da CP deixassem de funcionar tanto numa lógica de rede interligada entre si e passassem a circular mais numa lógica em que cada linha estava isolada uma da outra, o que levava à criação de mais transbordos. Assim, por exemplo, em Novembro de 2005 a CP anunciou que no mês seguinte ia acabar com os comboios entre Porto e Viana do Castelo e restringi-los ao troço entre Nine e Viana do Castelo. Em Nine haveria transbordo para os comboios que circulavam entre Porto e Braga. Também na mesma altura a CP anunciou alterações nos horários da Linha do Douro, que previa a extinção do Intercidades Porto–Régua e que mais comboios Regionais passassem a começar a sua marcha em Caíde (onde havia transbordo com os suburbanos Porto–Caíde) em vez de começarem diretamente na cidade do Porto. Na altura, Caíde era o término do troço eletrificado da Linha do Douro e a criação de um transbordo naquela estação rural inseriu-se numa lógica da CP de reforçar as receitas da CP Urbanos do Porto (o departamento da companhia que explorava os comboios suburbanos) em detrimento das receitas da CP Regional, evitando assim que houvesse comboios Regionais e Urbanos no troço entre Porto e Caíde. Em Abril de 2006, foi divulgado que a CP ia extinguir os comboios rápidos Intercidades da Beira Alta (Lisboa–Guarda) e da Beira Baixa (Lisboa–Covilhã) e substituí-los parcialmente por Regionais entre Coimbra e Guarda e entre Entroncamento e Castelo Branco. Se a medida tivesse avançado, na região Centro passariam a circular comboios rápidos somente na Linha do Norte e uma viagem entre a Covilhã e Lisboa obrigaria a pelo menos dois transbordos (em Castelo Branco e no Entroncamento). A medida estava a ser preparada pelo próprio António Ramalho, mas contava com a oposição de grande parte da estrutura técnica da CP, para além de ter gerado duras críticas por parte das entidades locais das regiões afetadas. Com efeito, a Governadora Civil de Castelo Branco e um deputado da Assembleia da República eleito pela Guarda contactaram o governo  e divulgaram que o executivo não tinha autorizado a CP a fazer essas supressões. Face à polémica, em 3 de Maio a CP divulgou um comunicado onde admitia que os Intercidades da Beira Alta e da Beira Baixa se iam manter.
António Ramalho acabaria por pedir a demissão no verão de 2006, na sequência de um convite por parte da Unicre para assumir a presidência dessa mesma empresa, que exerceu entre 2006 e 2010. Entre 2010 e 2012, foi membro do conselho de administração do Banco Comercial Português. Foi depois nomeado presidente da Estradas de Portugal e, nessa qualidade, foi nomeado responsável pela fusão entre a Estradas de Portugal e a REFER, dando origem à Infraestruturas de Portugal, empresa de que foi presidente entre 2015 e 2016.
Entre 2016 e 2022, foi Presidente do Novo Banco, onde auferia um ordenado de 23.542€00 por mês. Após cessar funções no Novo Banco, foi contratado como consultor sénior da Alvarez & Marsal Portugal, uma contratação que se revestiu de alguma polémica, uma vez que foi a consultora contratada por António Ramalho, enquanto presidente do Novo Banco, para efetuar avaliações de negócios do banco com os seus imóveis.
Em 2023, iniciou atividade como conferencista e formador de executivos na Católica Porto Business School. Em abril de 2023, iniciou funções na administração da Feira Internacional de Lisboa (FIL). Em maio de 2023, após a morte de Alexandre Patrício Gouveia, assumiu a presidência da Fundação Batalha de Aljubarrota, que exerce pro bono. É também membro da direção nacional da Cruz Vermelha Portuguesa, cargo exercido pro bono.
Casou catolicamente no Cartaxo, em Pontével, a 27 de Agosto de 1983 com Maria do Rosário Valente Rebelo Pinto (18 de Setembro de 1960), Licenciada em Direito na Faculdade de Direito da Universidade Católica de Lisboa e Professora de Direito do Trabalho na Faculdade de Direito da Universidade de Lisboa, irmã de Margarida Rebelo Pinto, prima-irmã de Catarina Wallenstein e de Pedro Granger, e sobrinha-11.ª-neta natural do 9.º Senhor de Unhão de juro e herdade e 1.º Conde de Unhão e do 1.º Conde de Vila Pouca de Aguiar, da qual tem duas filhas, Maria Inês Rebelo Pinto Palma Ramalho (7 de Outubro de 1985), Licenciada em Direito pela Faculdade de Direito da Universidade de Lisboa, Advogada Sénior Associada, e Maria Leonor Rebelo Pinto Palma Ramalho (4 de Abril de 1991), Licenciada pela Faculdade de Arquitectura da Universidade de Lisboa, Designer Freelancer.